# جسر المجامع
جسر المجامع هو اسم يُطلق على ثلاثة جسور تاريخية رومانية وعثمانية وبريطانية تقطع نهر الأردن في منطقة المجامع، جنوب الباقورة في محافظة إربد ، الأردن. يوجد في الموقع خان مملوكي، كما تقع على مقربة من هذا الموقع محطة روتنبرغ لتوليد الطاقة المائية. 

## التاريخ
يُعتقد أن الجسر يحتوي على مستوى سفلي قد يكون ذا أصل روماني، مع وجود الأقواس الحادة العلوية التي يُحتمل أن تعود للعصور الوسطى. بعض المصادر تشير إلى أن الجسر تم بناؤه في العصر الروماني، بينما تقول مصادر أخرى إنه تم بناؤه في العصور الوسطى. في رسالة صادرة عن إدارة الآثار في فلسطين عام 1925، تم التأكيد على أن الجسر بُني في العهد الروماني، وهو ما تدعمه اكتشافات مثل حجر تذكار روماني تم العثور عليه بالقرب من الجسر، مما يشير إلى وجود معبر نهري روماني في تلك المنطقة.
في العصور الإسلامية المبكرة، وصف الرحالة المقدسي (945–991م) جسرًا كبيرًا يقع بالقرب من الطرف الجنوبي لبحيرة طبريا، وهو ما يُحتمل أن يكون الجسر نفسه أو جسر آخر في المنطقة. في العصور الوسطى، تعرض الجسر لعدة ترميمات رئيسية، أولها كانت على يد أسامة الحلبي خلال فترة حكم صلاح الدين الأيوبي (1174–1193م)، ثم تم ترميمه مرة أخرى بواسطة جمال الدين في عام 1266-1267م. في القرن الرابع عشر، كتب شهاب العمري عن محطة تم تجديدها على الطريق بين بيسان وإربد، والتي عرفت بجسر المجامع، أو جسر أسامة، نسبةً إلى الأمير أسامة الذي قام بإصلاحه. كما تشير بعض المخطوطات إلى أن السلطان المملوكي برقوق هو من قام ببناء الجسر في أواخر القرن الرابع عشر.
في العصر الحديث، ظهر الجسر في الخرائط العسكرية، بما في ذلك خريطة الحملة الفرنسية بقيادة نابليون في عام 1799، حيث تم تسميته "بونت دي ماجاما". في عام 1868، وصف جيمس فن الجسر بأنه كان في حالة جيدة، مع وجود أقواس كبيرة وأخرى صغيرة، وكان هناك خان متهدم في الطرف الغربي. في القرن العشرين، لعب الجسر دورًا استراتيجيًا مهمًا أثناء الحرب العالمية الأولى، حيث تم الاستيلاء عليه من قبل فوج الفرسان التاسع عشر خلال معركة احتلال مدينتي العفولة وبيسان. كما تعرض الجسر لأضرار في حرب 1948 نتيجة انفجار الألغام الموضوعة على الجسر المجاور.
في عام 2014، تم تجديد الجسر بشكل مشترك بين وزارة الثقافة الإيطالية، وزارة الآثار الأردنية، وسلطة الآثار الإسرائيلية، وذلك للحفاظ على هذا المعلم التاريخي الهام.

## وصلات خارجية
- صور لجسر اليرموك المُدمر، الأردن 2004.